# CanCan Pizza - Delano
UAB CanCan Pizza - Delano ist ein Unternehmen, das „CanCan pizza“, die größte (nach Mitarbeiterzahl) Restaurant-Kette in Litauen, verwaltet. Es gibt 27
Restaurants und Pizzerien: 9 in Vilnius, 6 in Kaunas, 3 in Šiauliai, je 1 in Klaipėda, Elektrėnai, Marijampolė; 6 in Riga (Lettland). Im Laufe des Monats werden Restaurants von mehr als 500.000  Gästen besucht (mehr als 6 Millionen Kunden pro Jahr). Das Unternehmen beschäftigte im Jahr 2025 562 Mitarbeiter.

## Geschichte
Am 27. Juni 2001 eröffnete man das erste „Pizza Delano“ Restaurant (in Klaipėda). Die Restaurantkette wuchs rasant. 2006 erzielte das Unternehmen einen Umsatz von 73 Millionen Litas. Im September  2007 wurde „Delano Pica“ zu „CanCan Pizza“. Das Unternehmen beschäftigte 2011 ca. 1031 Mitarbeiter, im Jahr 2013 lag die Anzahl der Mitarbeiter bei 932.